# Megachile cressa
Megachile cressa är en biart som först beskrevs av Borek Tkalcu 1988.  Megachile cressa ingår i släktet tapetserarbin, och familjen buksamlarbin. Inga underarter finns listade i Catalogue of Life.